# St. Jacob (Illinois)
St. Jacob est un village du comté de Madison dans l'Illinois, aux États-Unis,. Situé au sud-est du comté, il est incorporé le  19 juillet 1894.

## Démographie
Lors du recensement de 2010, le village comptait une population de 1 098 habitants. Elle est estimée, en 2016, à 1 218 habitants.

### Source de la traduction
- (en) Cet article est partiellement ou en totalité issu de l’article de Wikipédia en anglais intitulé « St. Jacob, Illinois » (voir la liste des auteurs).